# Bryan Kenneth Simon
Bryan Kenneth Simon (1943) és un botànic i destacat agrostòleg i explorador australià, actiu entre 1970 i 1997.
Duplicats dels seus espècimens botànics es protegeixen en el " Botanic Garden National Herbarium"